# Casa James Brown (Nueva York)
La casa James Brown  es una casa histórica ubicada en Nueva York, Nueva York. La casa James Brown se encuentra inscrita  en el Registro Nacional de Lugares Históricos desde el 11 de agosto de 1983.

## Ubicación
La casa James Brown se encuentra dentro del condado de Nueva York en las coordenadas 40°43′33″N 74°00′35″O / 40.725833, -74.009722.